# Claus Riepen

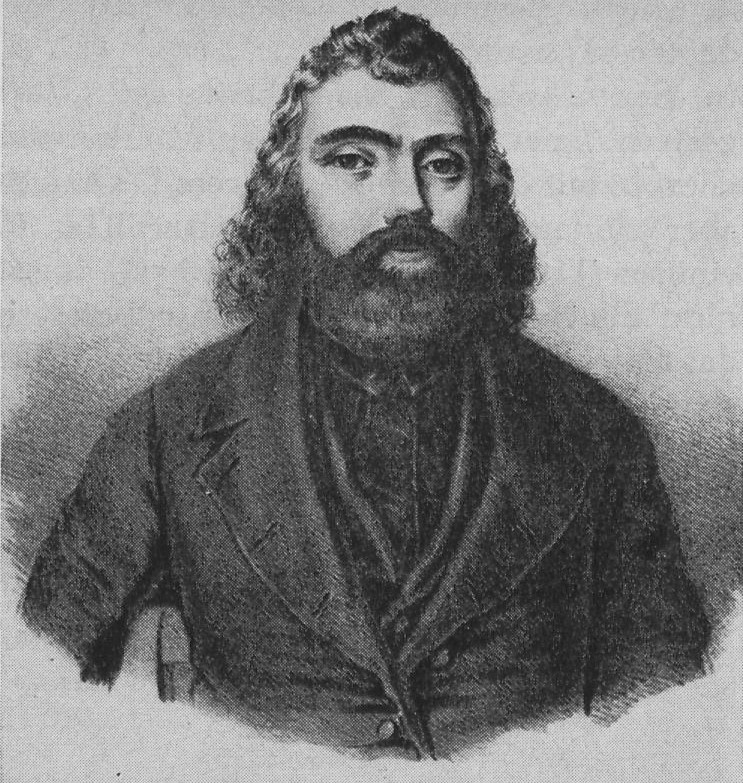
Claus Riepen, um 1850

Claus Riepen (auch: Klaus) (* 9. April 1803 in Tasdorf; † 1. Juli 1878 in Kiel) war ein deutscher Zimmermeister und Politiker.

## Leben & Wirken
Claus Riepen war der Sohn eines Hufners. Er machte eine Lehre als Zimmermann und wurde Zimmermeister.
Im Rahmen der Märzrevolution kam es zur Schleswig-Holsteinischen Erhebung. Riepen wurde Vorsteher des Fleckens Neumünster und wurde für den Wahlkreis Holstein 28 (Neumünster) in die Schleswig-Holsteinische Landesversammlung gewählt. In der Landesversammlung gehörte er zu der Minderheit der Abgeordneten, die der Olmützer Punktation nicht zustimmten.
1850 gehörte er in Neumünster zu den Gründern des Vaterlandsvereins, um den armen Textilarbeitern der Stadt materiell und sittlich zu helfen. Der Verein wurde schnell mit 500 Mitgliedern der größte Arbeiterbildungsverein in Schleswig-Holstein. Er engagierte sich auch in einer der lokalen „Insten-Commission“" für die Rechte der Insten und war an der Gründung des „Schleswig-Holsteinischen Arbeitergesamtvereins“ – einer Art Dachverband für die Arbeitervereine – beteiligte und war Autor in der Zeitung für Arbeiter und für Arbeiterfreunde mit besonderer Berücksichtigung des Gewerbewesens. 1851 schrieb er das Buch Eine Alterversorgungs-Kasse für Jedermann.

## Werke
- Der Mühlenzwang: seine Entstehung und Fortbildung, seine Wirkungen auf die Staatsbürger und dessen endliche Beseitigung. Schwers’sche Buchhandlung. Kiel 1850.
- Woher stammen die Mutterrechte der Kirche über die Schule? und ist Letztere wirklich eine Tochter der Ersteren? Ein Versuch zur Beantwortung dieser Doppelfrage von einem Laien, Fränckel, Oldenburg 1851.
- Eine Alterversorgungs-Kasse für Jedermann, Verlag Carl Schröder & Comp, Kiel 1858.
- Der endliche Friede mit Dänemark oder die Zukunft der dänischen Gesammtmonarchie: Volksstimmen aus Holstein im October 1859. Richter, Hamburg 1860.